# ربيعة بن نزار
ربيعة بن نزار بن معد بن عدنان هو جد قبائل الوائلية ويرد اسم ربيعة كجد واحيانا كمقابل لاسم «مضر» الذي تنسب إليه قريش وبنو تميم وهذيل.

## نسبه
ربيعة بن نزار بن معد بن عدنان من ذرية إسماعيل بن إبراهيم.
امه: شقيقة بنت عك بن عدنان.

## أبناؤه
انجب ربيعة بن نزار:
- أسد
- ضبيعة
- عمر
- عامر
- أكلب
- كلاب
- مكلبة
- أمر
- عائشة

وامهم:
أم الاسبع بنت الحاف بن قضاعة.

## القبائل المنسوبة لربيعة
- قبيلة ربيعة المعاصرة
- بنو شيبان
- بكر بن وائل
- تغلب بن وائل
- عنزة بن أسد
- عبدالقيس
- الحمدانيين (البوحمدان)
- الغرير
- أكلب
- الجميلات